# Pobrežje, Črnomelj
Pobrežje este o localitate din comuna Črnomelj, Slovenia, cu o populație de 8 locuitori.